# Giro delle Fiandre 1956
Il Giro delle Fiandre 1956, quarantesima edizione della corsa, fu disputato il 2 aprile 1956, per un percorso totale di 238 km. Fu vinto dal francese Jean Forestier, al traguardo con il tempo di 6h09'00", alla media di 38,700 km/h, davanti a Stan Ockers e Léon Van Daele.
I ciclisti che partirono da Gand furono 122; coloro che tagliarono il traguardo a Wetteren furono 37.

## Ordine d'arrivo (Top 10)
| Pos. | Corridore           | Squadra            | Tempo    |
| ---- | ------------------- | ------------------ | -------- |
| 1    | Jean Forestier      | Follis-Dunlop      | 6h09'00" |
| 2    | Stan Ockers         | Elvé-Peugeot       | a 9"     |
| 3    | Léon Van Daele      | Bertin-Huret       | s.t.     |
| 4    | Rik Van Steenbergen | Elvé-Peugeot       | s.t.     |
| 5    | Lucien Mathys       | Groene Leeuw       | s.t.     |
| 6    | Germain Derycke     | Faema-Van Hauwaert | s.t.     |
| 7    | André Vlayen        | Elvé-Peugeot       | s.t.     |
| 8    | Briek Schotte       | Faema-Van Hauwaert | s.t.     |
| 9    | Ernest Sterckx      | Elvé-Peugeot       | s.t.     |
| 10   | Jan Zagers          | Libertas-Huret     | s.t.     |